# Joeri Dequevy
Joeri Dequevy, né le 27 avril 1988 à Mons en Belgique, est un footballeur belge qui joue au poste d'ailier droit au KVC Houtvenne (nl).

## Biographie

### En club

#### Chez les jeunes
Dequevy commence à jouer au football avec le RSC Anderlecht avant d'être transféré par le KSV Roulers pendant la période de transfert hivernal de la saison 2007-2008.

#### KSV Roulers
Joeri Dequevy évolue jusque-là avec le KSV Roulers, où il a réalisé une bonne dernière saison, y étant même nommé joueur de l'année.
Lors du mercato hivernal, le Standard de Liège se montre très intéressé par le joueur, notamment auteur d'une bonne saison et de bons matchs face au Standard de Liège.
Mais le club roularien ne souhaite pas vendre son joueur.
La donne change, lorsque le KSV Roulers apprend qu'il descend en Division 2. Les négociations, qui étaient interrompues jusque-là, sont donc relancées au mercato estival.
Joeri Dequevy est tout proche de s’engager en faveur du Standard de Liège. Le jeune joueur formé au RSC Anderlecht rencontre la direction des Rouches. Eric Depireux, l’agent de Joeri Dequevy et le Standard de Liège étaient en négociations et un contrat de trois saisons serait prêt à Sclessin pour le roularien. Le Standard de Liège ayant déjà conclu l'accord avec le club roularien ainsi qu'avec l'agent du joueur, la signature de Dequevy n'est plus qu'une question d'heures. Selon les médias belges, Joeri Dequevy aurait fait savoir aux dirigeants liégeois qu'il n'accepterait pas la proposition qui avait été émise par le Standard de Liège. Le transfert de Joeri Dequevy vers le Standard de Liège est une nouvelle fois avorté. Alors que le joueur indiquait il y a quelques jours que tout était en bonne voie de conclusion, il n'en sera finalement rien. De son propre chef, il a décidé de mettre un terme aux négociations qui étaient en cours. Il a également rompu son contrat avec son manager, Eric Depireux.

#### Lierse SK
Le 26 juin 2010, le club du Lierse SK annonce, par l'intermédiaire de son site internet la venue de Joeri Dequevy. Le bruxellois rejoint le club lierrois pour les trois prochaines années.

#### Saint-Trond VV
Le 13 août 2012, il rejoint le Saint-Trond VV, club évoluant à ce là moment en deuxième division.

#### Royal Antwerp FC
Lors du mercato d'été de 2015, il rejoint le Royal Antwerp FC, toujours en deuxième division. Avec le club anversois, il devient champion de deuxième division grâce aux victoires aller/retour sur son ancien club, le KSV Roulers. Grâce à ces victoires, le Royal Antwerp FC accède ainsi à la première division.

## Statistiques

### En club
| Saison                | Club                      | Championnat           | Championnat | Championnat | Championnat | Coupe(s) nationale(s) | Coupe(s) nationale(s) | Coupe(s) nationale(s) | Autres compétitions | Autres compétitions | Autres compétitions | Autres compétitions | Total | Total | Total |
| Saison                | Club                      | Division              | M.          | B.          | P.d.        | M.                    | B.                    | P.d.                  | Comp.               | M.                  | B.                  | P.d.                | M.    | B.    | P.d.  |
| 2007-2008             | KSV Roulers               | Division 1            | 7           | 0           | 0           | 3                     | 0                     | 1                     | -                   | -                   | -                   | -                   | 10    | 0     | 1     |
| 2008-2009             | KSV Roulers               | Division 1            | 17          | 1           | 1           | 3                     | 0                     | 0                     | TF                  | 6                   | 0                   | 0                   | 26    | 1     | 1     |
| 2009-2010             | KSV Roulers               | Division 1            | 28          | 4           | 4           | 5                     | 1                     | 1                     | TF                  | 5                   | 0                   | 0                   | 38    | 5     | 5     |
| Sous-total            | Sous-total                | Sous-total            | 52          | 5           | 5           | 11                    | 1                     | 2                     | -                   | 11                  | 0                   | 0                   | 74    | 6     | 7     |
| 2010-2011             | Lierse SK                 | Division 1            | 18          | 0           | 3           | 2                     | 0                     | 0                     | PO2                 | 2                   | 0                   | 0                   | 22    | 0     | 3     |
| 2011-2012             | Lierse SK                 | Division 1            | 15          | 0           | 1           | 1                     | 0                     | 0                     | PO2                 | -                   | -                   | -                   | 16    | 0     | 1     |
| Sous-total            | Sous-total                | Sous-total            | 33          | 0           | 4           | 3                     | 0                     | 0                     | -                   | 2                   | 0                   | 0                   | 38    | 0     | 4     |
| 2012-2013             | Saint-Trond VV            | Division 2            | 31          | 10          | 4           | 4                     | 0                     | 0                     | -                   | -                   | -                   | -                   | 35    | 10    | 4     |
| 2013-2014             | Saint-Trond VV            | Division 2            | 32          | 9           | 0           | -                     | -                     | -                     | TF                  | 3                   | 0                   | 0                   | 35    | 9     | 0     |
| 2014-2015             | Saint-Trond VV            | Division 2            | 28          | 8           | 0           | 1                     | 0                     | 0                     | -                   | -                   | -                   | -                   | 29    | 8     | 0     |
| Sous-total            | Sous-total                | Sous-total            | 91          | 27          | 4           | 5                     | 0                     | 0                     | -                   | 3                   | 0                   | 0                   | 99    | 27    | 4     |
| 2015-2016             | Royal Antwerp FC          | Division 2            | 28          | 12          | 0           | 2                     | 1                     | 0                     | -                   | -                   | -                   | -                   | 30    | 13    | 0     |
| 2016-2017             | Royal Antwerp FC          | Division 1B           | 23          | 5           | 2           | 1                     | 0                     | 1                     | BT                  | 2                   | 1                   | 0                   | 26    | 6     | 3     |
| 2017-2018             | Royal Antwerp FC          | Division 1A           | 14          | 2           | 2           | 2                     | 0                     | 0                     | PO2                 | -                   | -                   | -                   | 16    | 2     | 2     |
| Sous-total            | Sous-total                | Sous-total            | 65          | 19          | 4           | 5                     | 1                     | 1                     | -                   | 2                   | 1                   | 0                   | 72    | 21    | 5     |
| 2017-2018             | OH Louvain                | Division 1B           | 5           | 0           | 0           | -                     | -                     | -                     | PO2                 | 6                   | 0                   | 2                   | 11    | 0     | 2     |
| 2018-2019             | OH Louvain                | Division 1B           | 19          | 3           | 3           | 0                     | 0                     | 0                     | PO3                 | 2                   | 0                   | 0                   | 21    | 3     | 3     |
| Sous-total            | Sous-total                | Sous-total            | 24          | 3           | 3           | 0                     | 0                     | 0                     | -                   | 8                   | 0                   | 2                   | 32    | 3     | 5     |
| 2019-2020             | RWD Molenbeek             | Division 1 Amateur    | 20          | 1           | 0           | -                     | -                     | -                     | -                   | -                   | -                   | -                   | 20    | 1     | 0     |
| 2020-2021             | RWD Molenbeek             | Division 1B           | 10          | 1           | 1           | -                     | -                     | -                     | -                   | -                   | -                   | -                   | 10    | 1     | 1     |
| Sous-total            | Sous-total                | Sous-total            | 30          | 2           | 1           | -                     | -                     | -                     | -                   | -                   | -                   | -                   | 30    | 2     | 1     |
| 2021-2022             | KVC Houtvenne (nl) (prêt) | Division 2 VV Amateur | 13          | 4           | -           | -                     | -                     | -                     | -                   | -                   | -                   | -                   | 13    | 4     | 0     |
| 2022-2023             | KVC Houtvenne (nl) (prêt) | Division 3 VV Amateur | 29          | 9           | -           | 4                     | 4                     | -                     | TF                  | 2                   | 3                   | -                   | 35    | 16    | 0     |
| 2023-2024             | KVC Houtvenne (nl)        | Division 2 VV Amateur | -           | -           | -           | -                     | -                     | -                     | -                   | -                   | -                   | -                   | 0     | 0     | 0     |
| Sous-total            | Sous-total                | Sous-total            | 42          | 13          | -           | 4                     | 4                     | -                     | -                   | 2                   | 3                   | -                   | 48    | 20    | 0     |
| Total sur la carrière | Total sur la carrière     | Total sur la carrière | 337         | 69          | 21          | 28                    | 6                     | 3                     | -                   | 28                  | 4                   | 2                   | 393   | 79    | 26    |

## Palmarès

### En club
|  |  | Saint-Trond VV - Championnat de Belgique de D2 - Champion : 2015 |  | Royal Antwerp FC - Championnat de Belgique de D2 - Champion : 2017 |